# Csőzik László
Csőzik László (Baja, 1975. június 9. –) magyar politikus, ügyvéd, 2019 óta Érd polgármestere.

## Élete
1975. június 9-én született Baján, ahol 1993-ban a III. Béla Gimnáziumban érettségizett matematika–angol tagozaton. 1998-ban szerezte meg jogász diplomáját a pécsi Janus Pannonius Tudományegyetem Állam- és Jogtudományi Karának nappali tagozatán. Két további egyetemi oklevéllel rendelkezik: 2004-ben az Eötvös Loránd Tudományegyetem Jogi Továbbképző Intézetének Európa jogi szakjogász szakán, valamint 2009-ben a Pécsi Tudományegyetem Állam- és Jogtudományi Karának szakokleveles politológus szakán fejezte be eredményesen tanulmányait.
1998-ban az Országos Rádió és Televízió Testület Műsorfigyelő és -elemző Osztályán kezdett el dolgozni jogi referensként, majd 1999-től a szervezet Médiaintézetében lett tudományos munkatárs. Ebben az évben az Országgyűlés Hivatala Alelnöki Titkárságának vezetőjeként folytatta pályafutását, majd egy évvel később dr. Sarkady Ildikó ügyvédi irodájában (Budapest) lett ügyvédjelölt.
2006-tól 2010-ig a Szerencsejáték Zrt. területi igazgatójának szerepét töltötte be.
Ezt követően közel 10 éven át ügyvédként dolgozott Budapesten. Ügyvédi praxisa széles körű, kiterjedt volt, abban a büntetőjog és a cégjog domináns szerepet játszott, több száz büntetőügy tárgyalásában vett részt védőként. Állandó ügyvédje volt a Dimenzió Biztosítónak, amelynek jelenleg felügyelőbizottsági és audit bizottsági tagja.

### Politikai pályafutása
Hallgatói önkormányzati vezetőként került közel a közélethez. 2000 végétől a Szabad Demokraták Szövetsége külső kapcsolatokért felelős igazgatójaként dolgozott, majd néhány hónapot az Informatikai és Hírközlési Minisztérium miniszteri tanácsadójaként tevékenykedett.
2002 és 2006 között főállásban, 2007 és 2010 közt pedig társadalmi megbízatásban alpolgármestere Érd Megyei Jogú Városnak, ahol a közgyűlésben egyúttal az SZDSZ-frakciót is vezette. 1999 és 2000 közt a Liberális Fiatalok Társaságának alelnöke volt, s közben részt vett az SZDSZ ifjúsági szervezetének, az Új Generációnak az alapításában, melynek ügyvivője, majd 2003 februárjától három éven át elnöke volt. Részt vett az SZDSZ–Zöld Tagozat alapításában és vezetésében. 2003 óta – egy év kihagyással folyamatosan – tagja volt az SZDSZ Országos Ügyvivői Testületének: háromszor választották meg országos ügyvivőnek a párt tisztújító küldöttgyűlésein. 2009-ben nem újította meg párttagságát, azóta nem tagja egyetlen pártnak sem. Centrista karakterű várospolitikusnak tartja magát. [forrás?].
2010 és 2014 között az érdi 20-30 Egyesület alapító elnöke, majd aktív tagja, két cikluson át önkormányzati képviselője.
2002 óta folyamatosan önkormányzati képviselő volt Érden, 2010 óta a 20-30 Egyesület színeiben. 2019 őszén párton kívüli jelöltként, összellenzéki támogatással választották meg Érd polgármesterévé.

## Magánélete
2020-ban házasságot kötött Bősz Anett korábbi országgyűlési képviselővel, a Magyar Liberális Párt elnökével.

## Díjai, elismerései
- Magyar Esélyegyenlőségi Díj (2023)